# Antonio Caimi
Antonio Caimi (Sondrio, 16 aprile 1811 – Milano, 5 gennaio 1878) è stato un pittore e storico dell'arte italiano.
Fu professore di storia dell'arte e segretario dell'Accademia di Brera (dal 1860). Una delle sue opere più prestigiose e il libro Delle arti del disegno e degli artisti nelle provincie di Lombardia dal 1777 al 1862 (1862).

## Biografia

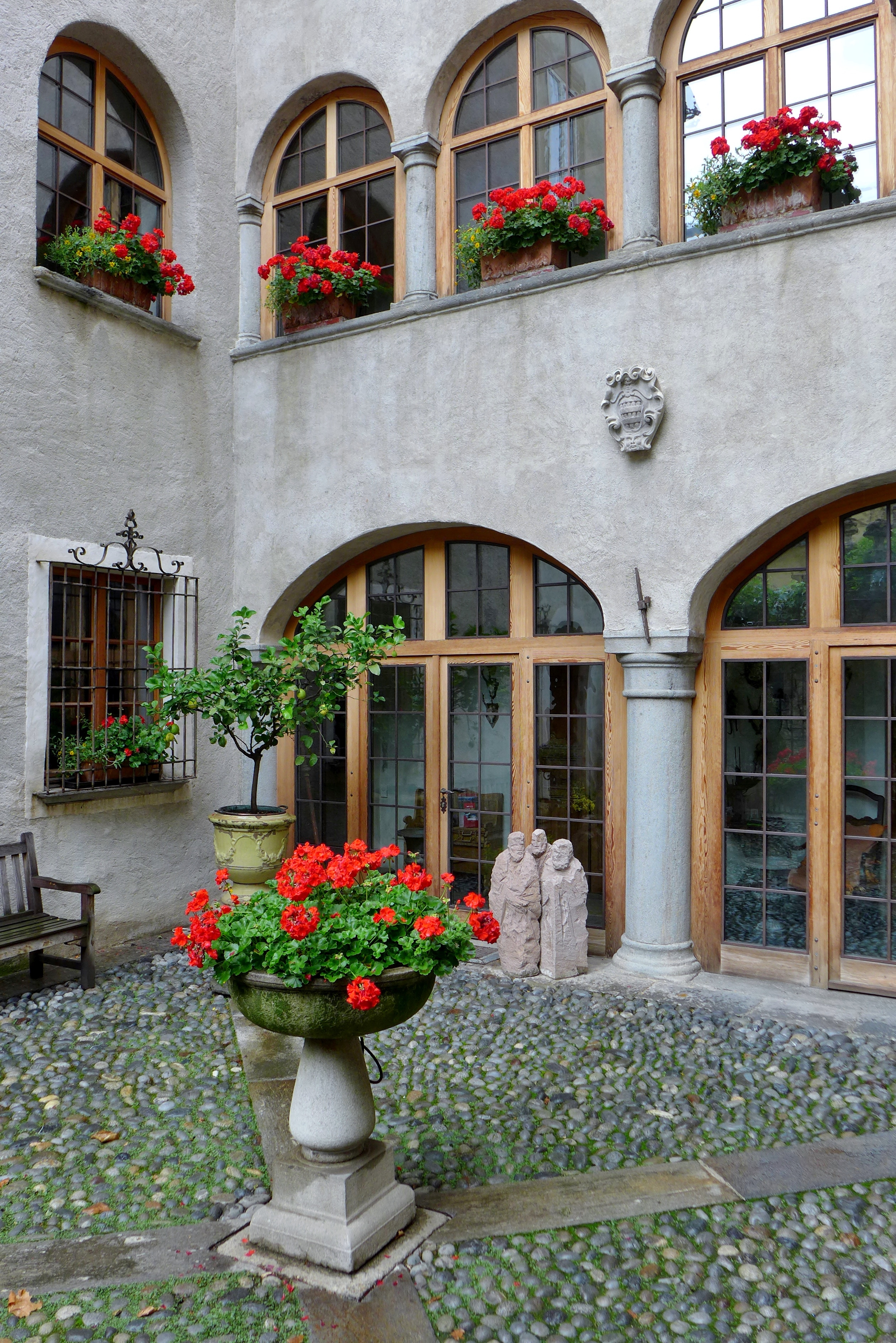
La Via Antonio Caimi a Tirano

Si formò inizialmente nella Accademia Carrara di Bergamo sotto Giuseppe Diotti, ma poi si trasferì nell'Accademia di Brera sotto Luigi Sabatelli.
Partecipò alle esposizioni di Brera (1844-1846) e della Promotrice di Torino (1845, 1846, 1848, 1851, 1852, 1854, 1855, 1857) con i suoi quadri: Cristoforo Colombo spiega il progetto dei suoi viaggi (esposto a Torino nel 1845; che fu acquistato da Carlo Alberto) e la Decollazione di San Giovanni Battista (esposto e premiato a Brera nel 1844; alla Promotrice di Torino del 1845), che attualmente è conservato nella chiesa di San Lorenzo a Villa di Tirano.
Fu amico di Francesco Hayez, che fece i ritratti a lui e sua moglie (1877), inoltre Caimi seguì il modo di cui faceva le sue pitture, e per approfondire di più il suo modo artistico si iscrisse nella sua scuola. Dal 1860 fu segretario e docente dell'Accademia di Brera, e fece parte (1862-65) della commissione che si occupava della sorveglianza dei lavori eseguiti da Giuseppe Bertini. Nel 1876, invece, fece parte di una commissione conservatrice dei monumenti della chiesa di San Giovanni in Conca. Fu inoltre presidente del Comitato archeologico della provincia di Sondrio.
Si occupò anche di musica e scrisse una relazione, dal titolo Delle arti del disegno e degli artisti nelle provincie di Lombardia dal 1777 al 1862 che doveva arrivare all'Esposizione Universale di Londra. L'opera è stata suddivisa in tre parti: la prima sull'architettura, la seconda sulla pittura e la terza sulla scultura.
Nel 1873 pubblicò un Cenno storico sul museo patrio di archeologia in Milano, che è una breve analisi dei motivi che portarono alla realizzazione del museo del quale egli fu segretario dal 1861 e membro del consiglio (collaborò anche al Bollettino della Consulta archeologica); sempre nel 1873 pubblicò La pinacoteca della Regia Accademia di Belle Arti in Milano, che contiene interessanti notizie sulla provenienza dei dipinti, e L'Accadimia di Belle Arti in Milano, sua origine, suo incremento e suo stato attuale.

## Galleria d'immagini

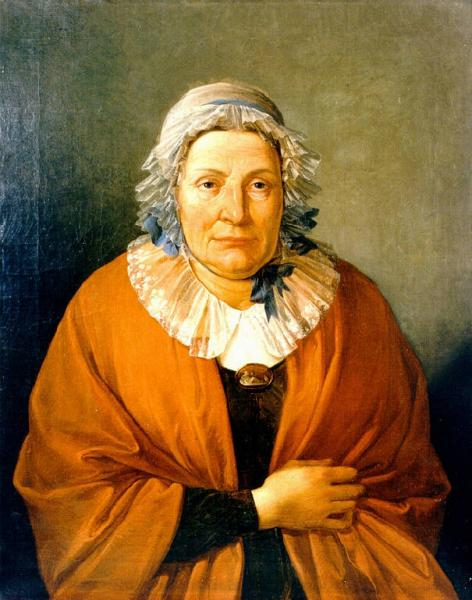
Ritratto di Marta Pelosi, olio su tela, 57 × 72 cm.
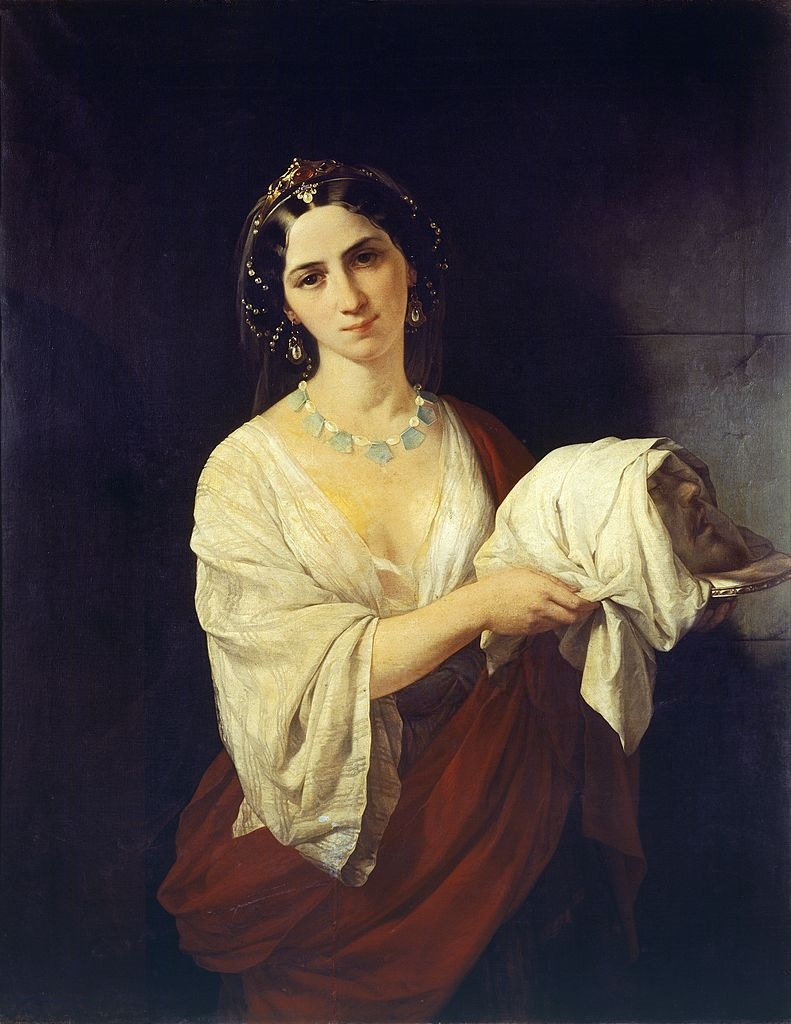
Salomè, figlia di Erodiade, olio su tela, 118 × 93 cm. Accademia di Belle Arti di Brera Quadreria.
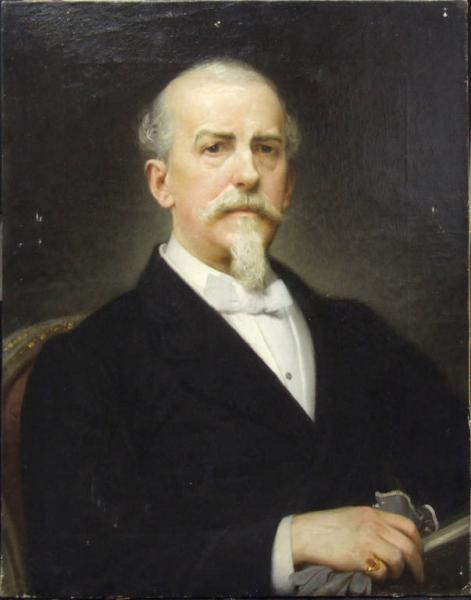
Ritratto di Giuseppe Bertini. Tela/pittura a olio, 47 × 64 cm.
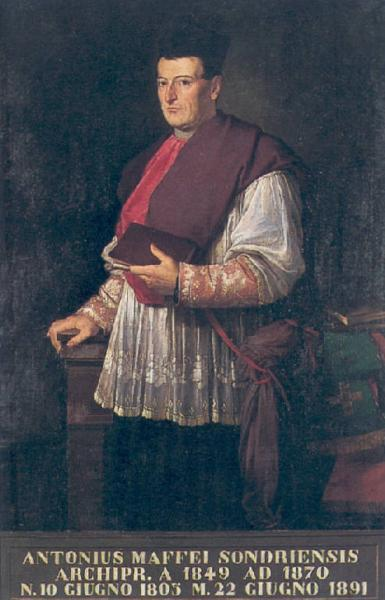
Ritratto di Antonio Maffei (1885), olio su tela, 94 × 154 cm.
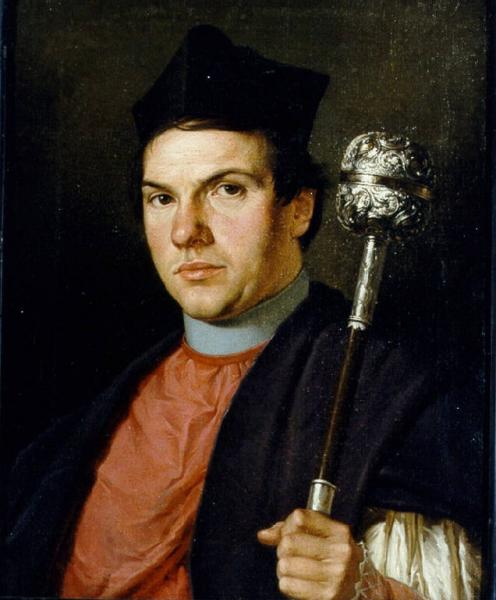
Ritratto del sacerdote Giovanni Battista Castellani, 1846, olio su tela, 40 × 51 cm.